# Lago de Toules
O Lago Toules é um lago artificial localizado no cantão de Valais, Bourg-Saint-Pierre, na Suíça, A sua superfície é de 0,61 km². A barragem que dá forma a este lago foi concluída em 1963.